# Eurimene di Samo
Eurimene di Samo (Samo, ... – dopo il 532 a.C.) è stato un pugile greco antico.

## Biografia
Originario dell'isola di Samo, pur essendo di bassa statura, vinse nel 532 a.C. la 62ª Olimpiade nel pugilato.
Il merito della sua vittoria andrebbe a Pitagora di cui era discepolo. Il filosofo e maestro, infatti, gli prescrisse una dieta ricca di proteine animali al posto della dieta tradizionale a base di fichi e formaggio.